# Центральная академия изобразительных искусств
Центральная академия изобразительных искусств (англ. Central Academy of Fine Arts, CAFA, кит. 中央美术学院) — художественная академия, находящаяся в ведении министерства образования Китая. Manila Bulletin называет школу «самой престижной и известной художественной академией Китая». Она считается одной из самых избирательных школ в стране и ежегодно отказывает более 90 % абитуриентов. CAFA включена в китайский государственный план университетов двойного первого класса как университет двойного первого класса.

## Обзор
История Национальной художественной школы в Бейпине (国立北平艺术专科学校) восходит к основанию Национальной школы изящных искусств в Пекине в 1918 году, за которое выступал педагог Цай Юаньпэй. Это была первая национальная школа изящных искусств в Китае, а также начало китайского современного образования в области изящных искусств. Академия была основана в апреле 1950 года в результате слияния Национальной художественной школы в Бейпине и факультета изящных искусств третьего кампуса Северо-Китайского университета. Среди бывших руководителей CAFA — Сюй Бэйхун, Цзянь Фэн, Ву Цуочжэн, Гу Юань и Цзин Шаньги. Нынешний президент академии — художник и историк изящных искусств, профессор Пан Гонгкай. Нынешний вице-президент — современный художник Сюй Бин. Нынешним секретарём комитета КПК является Ян Ли. Нынешним директором академической комиссии является художник, работающий маслом, Цзинь Шанъи.
В состав академии входят шесть специализированных школ: Школа изящных искусств, Школа китайской живописи, Школа дизайна, Школа архитектуры, Школа гуманитарных наук и Школа городского дизайна. Также в состав входят школа последипломного образования и высшая школа изобразительных искусств. В школе работают 534 преподавателя и сотрудника на 3800 студентов и аспирантов, а также более 100 иностранных студентов. Музей изящных искусств может похвастаться драгоценными коллекциями, в том числе более 2000 китайских свитков времён династии Мин. CAFA редактирует, издаёт и распространяет два национальных первоклассных академических журнала: «Fine Arts Study» и «Fine Arts of the World».
Программа дизайна CAFA была возобновлена в 1995 году под названием кафедры художественного дизайна после перерыва примерно в сорок лет и в октябре 2002 года стала Школой дизайна с целью подготовки и обучения студентов как будущих профессионалов в области дизайна с творческим мышлением и практическими способностями. Школа дизайна предлагает бакалавриат, магистратуру и докторскую степени по программам, начиная от дизайна визуальных коммуникаций, дизайна продуктов, дизайна одежды, фотографии, цифровых медиа и заканчивая теорией и историей дизайна. Школа дизайна играет важную роль в продвижении дизайна в Китае и активно участвует в дизайнерской деятельности, наиболее заметной из которых является её дизайн для Олимпийских игр 2008 года в Пекине.

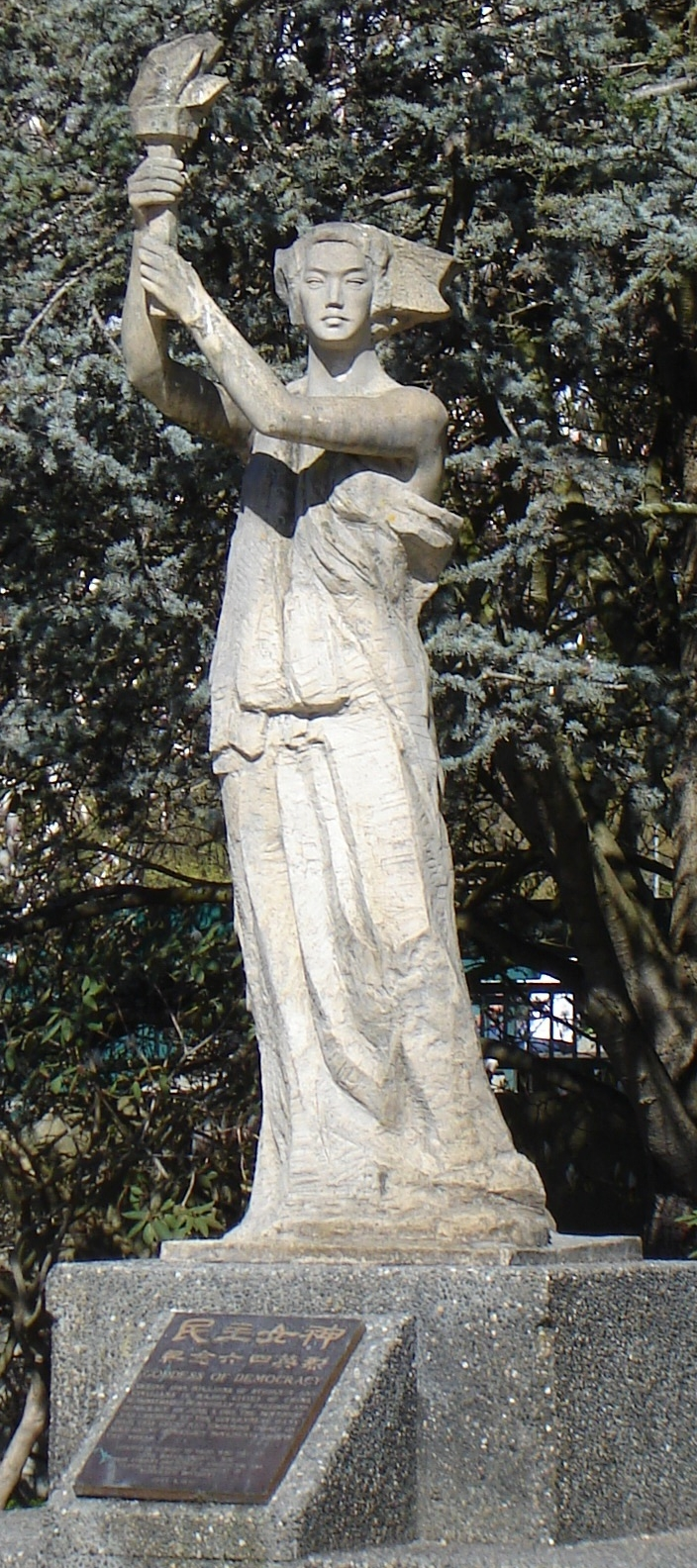
копия Богини демократии в кампусе Университета Британской Колумбии

Новый художественный музей CAFA, спроектированный японским архитектором Арата Исодзаки, расположен в северо-восточном углу кампуса CAFA на улице Хуаджиади Нан № 8, Ванцзин, площадью 3546 м², с общей площадью 14 777 м². Музей открылся в октябре 2008 года к 90-летию университета. В новом шестиэтажном музее есть несколько примечательных коллекций, в том числе более 2000 исторических китайских свитков, датируемых временами династии Мин.
Школа привлекла внимание средств массовой информации во время протестов на площади Тяньаньмэнь в 1989 году, во время которых студенты в знак протеста создали большую статую, названную Богиней демократии. Каждая из восьми художественных академий подписала заявление, объясняющее назначение статуи.
В 2018 году в честь академии был назван астероид 118418 Янмэй.
В 2019 году университет занял 27-е место в рейтинге QS World University Rankings по искусству и дизайну.

## Музей CAFA
Созданный в начале 1960-х годов Музей Центральной академии изящных искусств, ранее называвшийся галереей CAFA, когда он располагался в Сяовэй Хутун на улице Ванфуцзин в центре Пекина, фокусируется на коллекционировании произведений искусства и имеет богатую коллекцию из примерно 13 000 работ, которые охватывают широкий спектр жанров и стилей, в том числе репрезентативные работы древних и современных китайских мастеров, а также прекрасные студенческие работы с момента основания Академии в 1950 году в категориях китайской живописи, масляной живописи, гравюры, скульптуры и народного творчества, такое как новогодняя картина, вышивка и этнические костюмы меньшинств, а также китайские реликвии из бронзы, керамики, гравюры и шлифовки.
Спроектированный Арата Исодзаки, известным японским архитектором, новый музей CAFA представляет собой здание площадью 14 777 квадратных метров на участке площадью 3546 квадратных метров, с четырьмя этажами над землёй и двумя подземными этажами. Музей был введён в эксплуатацию в сентябре 2008 года вместе со складом коллекций, постоянными и временными выставочными залами, а также вспомогательными помещениями, включая мастерские художников, лекционные и конференц-залы, кафетерий и книжный магазин.

## Библиотека
Библиотека CAFA имеет долгую историю. Являясь одной из крупнейших профессиональных библиотек Китая с богатейшим собранием книг по искусству, она собрала коллекцию из 360 000 книг и картин разного рода, особая коллекция которых включает новогодние рисунки на дереве, старинные книги в переплёте с иллюстрациями, гравированные портреты династии Хань, а также книги по искусству и высококачественные репродукции оригинальных произведений искусства, изданные в Европе, Америке и Японии. В библиотеке созданы читальные залы для книг по искусству, книг и журналов по общественным наукам, а также мультимедийного чтения, открытые для читателей.

## Известные выпускники
- Фан Лицзюнь — китайский художник, работающий в жанре циничный реализм.
- Хун Лю[англ.][9] — американская художница китайского происхождения.
- Цзинь Шаньги[10].
- Олд Сянь[англ.] — художник из Ханчжоу.
- У Гуаньчжун — китайский живописец.
- Ян Конг[англ.][11] — китайский художник, в настоящее время проживающий в Пекине.
- Чжан Хуань[12] — китайский художник.